# جلیل

منطقه جنوب و شمال الجلیل در میانه نقشه

جلیل یا گلیل یا گالیلِیا (به عربی: الجلیل، به عبری: הגליל گلیل، از یونانی کهن: Γαλιλαία) سرزمینی در شمال اسرائیل است. این منطقه در قسمت عمده‌ای از استان‌های اسرائیل به نام‌های استان شمال و استان حیفا واقع شده است و شامل مناطق جلیل علیا و جلیل سفلا است. از گذشته تاکنون ناحیه الجلیل به دو بخش شمالی و جنوبی تقسیم شده است. مدارکی وجود دارد که نشان می‌دهد عیسی مسیح در این منطقه می‌زیسته است.